# Portinho (Santo Amaro)
O Portinho é uma instalação portuária portuguesa, localizada na freguesia da Santo Amaro, concelho de São Roque do Pico, ilha do Pico, arquipélago dos Açores.
Esta instalação portuária é principalmente utilizada para fins Pesca|piscatórios e de recreio. 